# Halicephalobus mephisto
Halicephalobus mephisto je vrsta gliste, ki so jo leta 2011 odkrili geologi v vzorcih rude iz več južnoafriških rudnikov zlata. Izkazalo se je, da te živali živijo v vodi, ujeti v skalnih razpokah tudi do 3,6 km globoko pod zemljo. Te gliste so ekstremofili, odporni na visoke temperature in nizko koncentracijo kisika, razmnožujejo se nespolno in prehranjujejo s podzemeljskimi bakterijami. Najdba je pomembna, ker pred tem ni bil znan noben večcelični organizem, ki bi živel več kot približno kilometer in pol globoko.
Odkritelji so vrsto opisali v reviji Nature in ji dali vrstno ime po Mefistofelesu, demonu iz nemške folklore, katerega ime v dobesednem prevodu pomeni »tisti, ki ne ljubi svetlobe«. Osebki merijo 0,52 do 0,56 mm v dolžino in se razlikujejo od drugih sorodnih vrst po tem, da imajo razmeroma dolg rep.